# Família Paus
A família Paus (grafias anteriores incluem Pauss e de Paus) (pronunciado /ˈpæʉs/) é uma família norueguesa que apareceu pela primeira vez como membros da elite do século XVI em Oslo. Dois irmãos de Oslo que se tornaram padres, Hans (1587-1648) e Peder Povelsson Paus (1590-1653), há muito são conhecidos como os primeiros ancestrais da família. Em seu livro Slekten Paus ("A família Paus"), o genealogista S.H. Finne-Grønn traçou a família duas gerações atrás, até Hans Olufsson (morto em 1570), membro do clero real na Noruega antes e depois da Reforma, que serviu como cânone na capela real de Oslo, na Igreja de Santa Maria, sede do governo da Noruega na época e que pertencia à alta nobreza em virtude de seu alto cargo eclesiástico e governamental. O nome Paus é conhecido em Oslo desde o século XIV, principalmente como o nome do legislador de Oslo Nikolas Paus (mencionado 1329–1347) e como o nome de uma das "fazendas da cidade" medievais de Oslo (mencionadas 1324–1482). provavelmente nomeado após o advogado ou sua família; embora seja plausível uma relação entre a família mais velha e a mais jovem do nome em Oslo, ela não foi estabelecida. Independentemente disso, a moderna família Paus é provavelmente a única família sobrevivente da cidade medieval de Oslo que queimou em 1624 sem ser reconstruída, tornando-a a família com a história mais longa documentada na capital norueguesa.
O pároco de Fredrikstad Hans Povelsson Paus (1587–1648) tinha apenas um número limitado de descendentes patrilineares, enquanto o pároco de Kviteseid e reitor do Upper Telemark Peder Povelsson Paus (1590–1653) tem um grande número de descendentes até os dias atuais. Entre os séculos XVII e XIX, a família estava entre os principais da elite regional, a "aristocracia dos oficiais" na vasta região de Upper Telemark, onde muitos membros da família serviam como padres, juízes e outros oficiais e onde vários escritórios estatais e da igreja na prática eram hereditários na família por longos períodos. Por exemplo, o cargo de juiz de distrito principal da Alta Telemark foi mantido continuamente pela família por 106 anos (1668–1774) e passado de maneira hereditária.
Desde o século XIX, vários membros da família são armadores, industriais e proprietários de imóveis. Os membros da família fundaram várias empresas na Noruega, incluindo a antiga empresa industrial Paus & Paus e a empresa de ferro e aço Ole Paus. A família tem sido principalmente luterana desde a Reforma; no entanto, alguns membros notáveis da família desde o século XIX foram convertidos ao catolicismo. O camareiro papal, proprietário da propriedade e cavaleiro de Malta, Christopher Tostrup Paus, herdeiro de uma das maiores empresas madeireiras da Noruega, recebeu o título de conde pelo papa Pio XI em 1923. Brita Paus née Collett era conhecida como humanitária católica, enquanto seu marido, o notável cirurgião Bernhard Paus, era grão-mestre da Ordem Norueguesa de Maçons. Desde 1914, os membros da família são proprietários de várias propriedades na Suécia, das quais a propriedade Herresta ainda é de propriedade da família; esse ramo familiar também é descendente de Leo Tolstoi. Uma vila na Índia, Pauspur, foi nomeada em homenagem à família no século XIX.
O descendente mais conhecido da família é o dramaturgo Henrik Ibsen, que nomeou ou modelou vários personagens em homenagem aos membros da família, por exemplo, o personagem Hedvig em The Wild Duck. Alguns episódios de peças como O Pato Selvagem ou Peer Gynt foram baseados nas tradições da família Paus e em eventos reais que ocorreram na casa do armador Ole Paus no início do século XIX. O relacionamento de Ibsen com a família Paus, parentes mais próximos de seus pais, era complexo e os dois, que cresceram como irmãos sociais, pertenciam a ela em sentido biológico ou social. Entre os membros modernos da família estão o trovador Ole Paus e seu filho, o compositor Marcus Paus. Filiais bem estabelecidas vivem na Noruega, Suécia, Dinamarca e Inglaterra, enquanto membros individuais da família também moram em vários outros países.
Ao longo de sua história, os membros da família usaram vários selos e brasões, incluindo um guindaste em sua vigilância no selo de Povel Paus na Lei de Soberania de 1661 e uma cabeça de boi com estrela dourada usada na era moderna.

## Na ficção
Henrik Ibsen modelou e nomeou muitos personagens literários para seus parentes. Em uma carta a Georg Brandes, Ibsen observou que ele usara suas memórias de família e infância "como uma espécie de modelo" para a família e o meio Gynt na peça Peer Gynt. Em outra carta, ele confirmou que o personagem de "Åse" em Peer Gynt era baseado em sua mãe. O personagem de "Hedvig" em The Wild Duck é nomeado para a avó de Ibsen, Hedvig Paus. Episódios em peças como The Wild Duck e Peer Gynt também foram baseados em eventos que ocorreram na casa de Altenburg / Paus e na casa de Paus em Rising, perto de Skien, no início do século XIX. Em um rascunho anterior de Hedda Gabler, Ibsen usou o nome "Mariane Rising", obviamente nomeado para sua tia Mariane Paus, da propriedade Rising, mas depois renomeou o personagem "Juliane Tesman", e o retrato quente dela na edição final é também com base em sua tia. Seu tio Christian Cornelius Paus, que foi magistrado, chefe de polícia e juiz distrital de Skien, é uma possível inspiração para o personagem de Peter Stockmann, magistrado, chefe de polícia etc. em Um inimigo do povo; ambos também eram descendentes da verdadeira família Stockmann da Telemark.
Na Noruega, o personagem fictício "Jennings" foi nomeado "Stompa", um acrônimo de "Stein Oskar Magell Paus Andersen".

## Citação
- "Quando as Pausas estão mortas, elas estão mortas, mas meu nome continuará vivo."(Knud Ibsen, pai de Henrik Ibsen, referindo-se aos parentes dele e de sua esposa após sua própria falência.)[7]